# Großer Preis von Belgien 1995
Der Große Preis von Belgien 1995 (offiziell LIII Grand Prix de Belgique) fand am 27. August auf dem Circuit de Spa-Francorchamps in Spa statt und war das elfte Rennen der Formel-1-Weltmeisterschaft 1995.

## Berichte

### Hintergrund
Nach dem Großen Preis von Ungarn führte Michael Schumacher in der Fahrerwertung mit elf Punkten vor Damon Hill und mit 24 Punkten vor Jean Alesi. In der Konstrukteurswertung führte Benetton-Renault mit sechs Punkten vor Williams-Renault und mit 17 Punkten vor Ferrari.
Mit Hill (zweimal) und Schumacher (einmal) traten zwei ehemalige Sieger zu diesem Grand Prix an.

### Training
Vor dem Rennen fanden zwei Trainingseinheiten statt: Die erste am Freitagmorgen und die zweite am Samstagmorgen.
Das erste freie Training gewann Alesi mit einer Zeit von 2:15,990 Minuten vor Heinz-Harald Frentzen und David Coulthard.
Im zweiten freien Training war Coulthard mit einer Zeit von 1:52,474 Minuten der Schnellste vor Mika Häkkinen und Schumacher.

### Qualifying
Das Qualifying fand in zwei Abschnitten statt, die jeweils beste Zeit entschied über die Startposition.
Die beiden Ferrari-Piloten qualifizierten sich für die erste Startreihe. Gerhard Berger war dabei schneller als Alesi. Für Berger war es die elfte Pole-Position seiner Karriere und die erste seit dem Großen Preis von Portugal 1994. Auf Position drei qualifizierte sich Häkkinen. Die beiden Führenden der Weltmeisterschaft mussten von weiter hinten starten. Während Hill noch von Position acht ins Rennen ging, musste Schumacher von Platz 16 starten.

### Warm-Up
Die Fahrer gingen am Sonntagmorgen zu einem 30-minütigen Warm-up auf die Strecke. Alesi war Schnellster vor Hill und Schumacher.

### Rennen
Das Rennen begann unter trockenen Streckenbedingungen. Berger startete nicht optimal und verlor zwei Positionen an Alesi und Johnny Herbert. Herbert setzte sich auf der Kemmel-Geraden auf der Außenbahn neben Alesi, bremste später und übernahm dessen Führung.
Nach der ersten Runde führte somit Herbert vor Alesi, Berger, Häkkinen, Coulthard und Hill.
Häkkinen drehte sich zu Beginn der zweiten Runde und hatte daraufhin einen Getriebeschaden, womit das Rennen für ihn beendet war. Auf der Kemmel-Geraden kam es erneut zu einem Zweikampf zwischen Alesi und Herbert, diesmal mit dem besseren Ende für Alesi. Am Ende der zweiten Runde hatte Schumacher sich bis auf Position zehn verbessert. Kurze Zeit später wurde Berger von Coulthard in der La Source-Kurve überholt. Berger verlor ausgangs der Kurve Schwung, womit Hill dicht hinter ihm war. Hill nutze den Windschatten auf der Kemmel-Geraden und überholte Berger ebenfalls.
In der 4. Runde kam Alesi als Führender in die Boxengasse, er musste seinen Ferrari mit einem Aufhängungsschaden allerdings abstellen. Wenig später drehte sich Herbert in Führung liegend am Ende der Kemmel-Gerade und fiel auf Position drei zurück. In der gleichen Runde drehte er sich vor der Bus Stop-Schikane ein weiteres Mal und verlor weitere Plätze. Darüber hinaus blockierte Herbert die Strecke für Mark Blundell und beide Fahrer verloren viele Positionen. Nutznießer dieser Situation war Schumacher, der am Ende der siebten Runde bis auf Position fünf nach vorne gekommen war. Eddie Irvine auf Platz vier wurde bereits von Schumacher unter Druck gesetzt. Während Coulthard seine Führung sukzessive ausbaute, gelang Schumacher am Ende der elften Runde ein Überholmanöver gegen Irvine und er übernahm dessen Position vier. Anschließend machte Schumacher Zeit auf Berger gut.
Als Rubens Barrichello den ersten normalen Boxenstopp absolvierte, wurde Coulthard langsam und rollte aus. Währenddessen hatte Schumacher auf Berger aufgeschlossen und setzte ihn unter Druck. Kurz darauf gingen Hill und Berger in der gleichen Runde an die Box, womit Schumacher die Führung übernahm. Am Ende der 18. Runde kam auch Schumacher zu seinem ersten Boxenstopp und sortierte sich auf Position zwei wieder ein.
Kurze Zeit später begann es zu regnen und Hill wechselte auf Regenreifen. Schumacher blieb auf Slicks und übernahm somit erneut die Führung. In kurzen Abständen kam es zu mehreren Ausfällen: Massimiliano Papis drehte sich, Irvine hatte ein Feuer an der Box, Berger schied mit Problemen mit der Elektronik aus und Luca Badoer hatte einen Unfall.
Hill nutzte den Vorteil seiner Regenreifen und schloss zügig auf Schumacher auf. Zu Beginn von Runde 23 war Hill direkt hinter ihm. Am Ende der Kemmel-Geraden setzte Hill ein Überholversuch. Schumacher hielt seine Linie und blieb vor ihm. Auch im weiteren Verlauf der Runde behielt Schumacher die Führung. In der folgenden Runde setzte sich Hill an gleicher Stelle erneut neben Schumacher und überholte ihn schließlich. Derweil hatte es aufgehört zu regnen. Infolgedessen war der Vorteil der Regenreifen schnell dahin und Schumacher holte wiederum auf Hill auf und überholte ihn schließlich.
Hill wechselte wenig später zurück auf die Trockenreifen, ohne seine Position zu verlieren. Kurz darauf intensivierte sich der Regen jedoch wieder und die Rennleitung entschied daraufhin, das Safety-Car herauszuschicken. Schumacher und Hill gingen an die Box und wechselten auf die Regenreifen ohne die Positionen eins und zwei zu verlieren. Lediglich ein überrundetes Fahrzeug trennte die beiden. Während der Safety-Car-Phase hatte sich Ukyō Katayama von der Strecke gedreht und musste das Rennen beenden.
Als das Rennen wieder freigegeben wurde, waren noch zwölf Runden zu fahren. Schumacher behielt die Führung und setzte sich ab. Kurze Zeit später bekam Hill eine 10-Sekunden-Stopp-and-Go-Strafe, weil er die Geschwindigkeitsbegrenzung von 80 km/h in der Boxengasse überschritten hatte. Somit kam Schumacher bis zum Ende des Rennens nicht mehr in Bedrängnis. Hill fiel auf Position drei zurück, Martin Brundle war neuer Zweiter. Dahinter folgten Blundell, Frentzen und Herbert.
In den letzten Runden holte Hill auf Brundle und Frentzen auf Blundell auf. Vier Runden vor Schluss war Frentzen direkt hinter Blundell und überholte ihn vor der Bus Stop-Schikane.
Am Ende der vorletzten Runde war Hill direkt hinter Brundle. Ausgangs der La Source-Kurve nahm Hill mehr Schwung mit in die Eau Rouge und setzte sich auf der Kemmel-Geraden innen neben Brundle. Brundle bremste spät, konnte seine Position jedoch nicht verteidigen.
Schumacher gewann schließlich von Startplatz 16 aus vor Hill, Brundle, Frentzen, Blundell und Barrichello. Die schnellste Runde fuhr Coulthard. Für Schumacher war es der 16. Sieg in der Formel-1-Weltmeisterschaft.
In der Fahrerwertung blieben die ersten drei Plätze unverändert. In der Konstrukteurswertung konnte Williams-Renault mit dem Doppelsieg an Ferrari vorbeiziehen und war nun Zweiter.

## Meldeliste
| Team                      | Nr. | Fahrer                   | Chassis         | Motor                 | Reifen |
| ------------------------- | --- | ------------------------ | --------------- | --------------------- | ------ |
| Mild Seven Benetton Ford  | 01  | Michael Schumacher       | Benetton B195   | Renault 3.0 V10       | G      |
| Mild Seven Benetton Ford  | 02  | Johnny Herbert           | Benetton B195   | Renault 3.0 V10       | G      |
| Nokia Tyrrell Yamaha      | 03  | Ukyō Katayama            | Tyrrell 023     | Yamaha 3.0 V10        | G      |
| Nokia Tyrrell Yamaha      | 04  | Mika Salo                | Tyrrell 023     | Yamaha 3.0 V10        | G      |
| Rothmans Williams Renault | 05  | Damon Hill               | Williams FW17   | Renault 3.0 V10       | G      |
| Rothmans Williams Renault | 06  | David Coulthard          | Williams FW17   | Renault 3.0 V10       | G      |
| Marlboro McLaren Mercedes | 07  | Mark Blundell            | McLaren MP4/10B | Mercedes-Benz 3.0 V10 | G      |
| Marlboro McLaren Mercedes | 08  | Mika Häkkinen            | McLaren MP4/10B | Mercedes-Benz 3.0 V10 | G      |
| Footwork Hart             | 09  | Massimiliano Papis       | Footwork FA16   | Hart 3.0 V8           | G      |
| Footwork Hart             | 10  | Taki Inoue               | Footwork FA16   | Hart 3.0 V8           | G      |
| Total Jordan Peugeot      | 14  | Rubens Barrichello       | Jordan 195      | Peugeot 3.0 V10       | G      |
| Total Jordan Peugeot      | 15  | Eddie Irvine             | Jordan 195      | Peugeot 3.0 V10       | G      |
| Pacific Grand Prix Ltd    | 16  | Giovanni Lavaggi         | Pacific PR02    | Ford ED 3.0 V8        | G      |
| Pacific Grand Prix Ltd    | 17  | Andrea Montermini        | Pacific PR02    | Ford ED 3.0 V8        | G      |
| Parmalat Forti Ford       | 21  | Pedro Diniz              | Forti FG01      | Ford ED 3.0 V8        | G      |
| Parmalat Forti Ford       | 22  | Roberto Moreno           | Forti FG01      | Ford ED 3.0 V8        | G      |
| Minardi Scuderia Italia   | 23  | Pedro Lamy               | Minardi M195    | Ford EDM 3.0 V8       | G      |
| Minardi Scuderia Italia   | 24  | Luca Badoer              | Minardi M195    | Ford EDM 3.0 V8       | G      |
| Ligier Gitanes Blondes    | 25  | Martin Brundle           | Ligier JS41     | Mugen-Honda 3.0 V10   | G      |
| Ligier Gitanes Blondes    | 26  | Olivier Panis            | Ligier JS41     | Mugen-Honda 3.0 V10   | G      |
| Scuderia Ferrari SpA      | 27  | Jean Alesi               | Ferrari 412T2   | Ferrari 3.0 V12       | G      |
| Scuderia Ferrari SpA      | 28  | Gerhard Berger           | Ferrari 412T2   | Ferrari 3.0 V12       | G      |
| Red Bull Sauber Ford      | 29  | Jean-Christophe Boullion | Sauber C14      | Ford Zetec-R 3.0 V8   | G      |
| Red Bull Sauber Ford      | 30  | Heinz-Harald Frentzen    | Sauber C14      | Ford Zetec-R 3.0 V8   | G      |

## Klassifikationen

### Qualifying
| Pos. | Fahrer                   | Konstrukteur       | Q1         | Q2       | Start |
| ---- | ------------------------ | ------------------ | ---------- | -------- | ----- |
| 01   | Gerhard Berger           | Ferrari            | 2:14,744   | 1:54,392 | 01    |
| 02   | Jean Alesi               | Ferrari            | 2:15,077   | 1:54,631 | 02    |
| 03   | Mika Häkkinen            | McLaren-Mercedes   | 2:15,848   | 1:55,435 | 03    |
| 04   | Johnny Herbert           | Benetton-Renault   | keine Zeit | 1:56,085 | 04    |
| 05   | David Coulthard          | Williams-Renault   | 2:15,232   | 1:56,254 | 05    |
| 06   | Mark Blundell            | McLaren-Mercedes   | 2:18,136   | 1:56,622 | 06    |
| 07   | Eddie Irvine             | Jordan-Peugeot     | 2:16,540   | 1:57,001 | 07    |
| 08   | Damon Hill               | Williams-Renault   | 2:15,143   | 1:57,768 | 08    |
| 09   | Olivier Panis            | Ligier-Mugen-Honda | 2:17,579   | 1:58,021 | 09    |
| 10   | Heinz-Harald Frentzen    | Sauber-Ford        | 2:15,533   | 1:58,148 | 10    |
| 11   | Mika Salo                | Tyrrell-Yamaha     | 2:18,104   | 1:58,224 | 11    |
| 12   | Rubens Barrichello       | Jordan-Peugeot     | 2:17,144   | 1:58,293 | 12    |
| 13   | Martin Brundle           | Ligier-Mugen-Honda | 2:17,207   | 1:58,314 | 13    |
| 14   | Jean-Christophe Boullion | Sauber-Ford        | 2:17,406   | 1:58,356 | 14    |
| 15   | Ukyō Katayama            | Tyrrell-Yamaha     | 2:18,194   | 1:58,551 | 15    |
| 16   | Michael Schumacher       | Benetton-Renault   | 2:14,962   | 1:59,079 | 16    |
| 17   | Pedro Lamy               | Minardi-Ford       | 2:18,547   | 1:59,256 | 17    |
| 18   | Taki Inoue               | Footwork-Hart      | 2:23,311   | 2:00,990 | 18    |
| 19   | Luca Badoer              | Minardi-Ford       | 2:17,335   | 2:01,013 | 19    |
| 20   | Massimiliano Papis       | Footwork-Hart      | 2:19,300   | 2:01,685 | 20    |
| 21   | Andrea Montermini        | Pacific-Ford       | 2:25,291   | 2:02,405 | 21    |
| 22   | Roberto Moreno           | Forti-Ford         | 2:23,417   | 2:03,817 | 22    |
| 23   | Giovanni Lavaggi         | Pacific-Ford       | 2:26,311   | 2:06,407 | 23    |
| 24   | Pedro Diniz              | Forti-Ford         | 2:25,699   | 2:09,537 | 24    |

### Rennen
| Pos. | Fahrer                   | Konstrukteur       | Runden | Stopps | Zeit        | Start | Schnellste Runde |
| ---- | ------------------------ | ------------------ | ------ | ------ | ----------- | ----- | ---------------- |
| 01   | Michael Schumacher       | Benetton-Renault   | 44     | 2      | 1:36:47,875 | 16    | 1:53,613 (17.)   |
| 02   | Damon Hill               | Williams-Renault   | 44     | 5      | + 19,493    | 08    | 1:54,473 (14.)   |
| 03   | Martin Brundle           | Ligier-Mugen-Honda | 44     | 1      | + 24,998    | 13    | 1:56,502 (15.)   |
| 04   | Heinz-Harald Frentzen    | Sauber-Ford        | 44     | 2      | + 26,972    | 10    | 1:56,261 (18.)   |
| 05   | Mark Blundell            | McLaren-Mercedes   | 44     | 4      | + 33,772    | 06    | 1:55,972 (15.)   |
| 06   | Rubens Barrichello       | Jordan-Peugeot     | 44     | 3      | + 39,674    | 12    | 1:56,967 (11.)   |
| 07   | Johnny Herbert           | Benetton-Renault   | 44     | 3      | + 54,048    | 04    | 1:55,630 (16.)   |
| 08   | Mika Salo                | Tyrrell-Yamaha     | 44     | 2      | + 54,548    | 11    | 1:57,420 (17.)   |
| 09   | Olivier Panis            | Ligier-Mugen-Honda | 44     | 3      | + 1:06,170  | 09    | 1:56,696 (16.)   |
| 10   | Pedro Lamy               | Minardi-Ford       | 44     | 1      | + 1:19,789  | 17    | 1:58,312 (17.)   |
| 11   | Jean-Christophe Boullion | Sauber-Ford        | 43     | 3      | + 1 Runde   | 14    | 1:57,927 (15.)   |
| 12   | Taki Inoue               | Footwork-Hart      | 43     | 1      | + 1 Runde   | 18    | 1:59,331 (15.)   |
| 13   | Pedro Diniz              | Forti-Ford         | 42     | 1      | + 2 Runden  | 24    | 2:02,546 (17.)   |
| 14   | Roberto Moreno           | Forti-Ford         | 42     | 2      | + 2 Runden  | 22    | 2:02,603 (15.)   |
| –    | Ukyō Katayama            | Tyrrell-Yamaha     | 28     | 1      | DNF         | 15    | 1:57,229 (18.)   |
| –    | Giovanni Lavaggi         | Pacific-Ford       | 27     | 2      | DNF         | 23    | 2:04,196 (15.)   |
| –    | Luca Badoer              | Minardi-Ford       | 23     | 1      | DNF         | 19    | 1:58,395 (14.)   |
| –    | Gerhard Berger           | Ferrari            | 22     | 2      | DNF         | 01    | 1:55,462 (18.)   |
| –    | Eddie Irvine             | Jordan-Peugeot     | 21     | 1      | DNF         | 07    | 1:55,561 (14.)   |
| –    | Massimiliano Papis       | Footwork-Hart      | 20     | 0      | DNF         | 20    | 1:57,866 (17.)   |
| –    | Andrea Montermini        | Pacific-Ford       | 18     | 0      | DNF         | 21    | 2:00,136 (16.)   |
| –    | David Coulthard          | Williams-Renault   | 13     | 0      | DNF         | 05    | 1:53,412 (11.)   |
| –    | Jean Alesi               | Ferrari            | 4      | 1      | DNF         | 02    | 1:56,853 (03.)   |
| –    | Mika Häkkinen            | McLaren-Mercedes   | 1      | 0      | DNF         | 03    | 2:07,082 (01.)   |

## WM-Stände nach dem Rennen
Die ersten sechs Fahrer eines Rennens bekamen 10, 6, 4, 3, 2 und 1 Punkt(e).

### Fahrerwertung
| Pos. | Fahrer                   | Konstrukteur       | Punkte |
| ---- | ------------------------ | ------------------ | ------ |
| 01   | Michael Schumacher       | Benetton-Renault   | 66     |
| 02   | Damon Hill               | Williams-Renault   | 51     |
| 03   | Jean Alesi               | Ferrari            | 32     |
| 04   | David Coulthard          | Williams-Renault   | 29     |
| 05   | Johnny Herbert           | Benetton-Renault   | 28     |
| 06   | Gerhard Berger           | Ferrari            | 25     |
| 07   | Heinz-Harald Frentzen    | Sauber-Ford        | 10     |
| 08   | Olivier Panis            | Ligier-Mugen-Honda | 8      |
| 09   | Rubens Barrichello       | Jordan-Peugeot     | 8      |
| 10   | Martin Brundle           | Ligier-Mugen-Honda | 7      |
| 11   | Mark Blundell            | McLaren-Mercedes   | 7      |
| 12   | Eddie Irvine             | Jordan-Peugeot     | 6      |
| 13   | Mika Häkkinen            | McLaren-Mercedes   | 5      |
| 14   | Jean-Christophe Boullion | Sauber-Ford        | 2      |
| 15   | Aguri Suzuki             | Ligier-Mugen-Honda | 1      |
| 16   | Gianni Morbidelli        | Footwork-Hart      | 1      |

| Pos. | Fahrer                 | Konstrukteur     | Punkte |
| ---- | ---------------------- | ---------------- | ------ |
| 17   | Mika Salo              | Tyrrell-Yamaha   | 0      |
| 18   | Pierluigi Martini      | Minardi-Ford     | 0      |
| 19   | Ukyō Katayama          | Tyrrell-Yamaha   | 0      |
| 20   | Luca Badoer            | Minardi-Ford     | 0      |
| 21   | Andrea Montermini      | Pacific-Ford     | 0      |
| 22   | Pedro Lamy             | Minardi-Ford     | 0      |
| 23   | Taki Inoue             | Footwork-Hart    | 0      |
| 24   | Domenico Schiattarella | Simtek-Ford      | 0      |
| 25   | Pedro Diniz            | Forti-Ford       | 0      |
| 26   | Nigel Mansell          | McLaren-Mercedes | 0      |
| 27   | Bertrand Gachot        | Pacific-Ford     | 0      |
| 28   | Jos Verstappen         | Simtek-Ford      | 0      |
| 29   | Karl Wendlinger        | Sauber-Ford      | 0      |
| 30   | Roberto Moreno         | Forti-Ford       | 0      |
| –    | Massimiliano Papis     | Footwork-Hart    | 0      |
| –    | Giovanni Lavaggi       | Pacific-Ford     | 0      |

### Konstrukteurswertung
| Pos. | Konstrukteur       | Punkte |
| ---- | ------------------ | ------ |
| 01   | Benetton-Renault   | 84     |
| 02   | Williams-Renault   | 74     |
| 03   | Ferrari            | 57     |
| 04   | Ligier-Mugen-Honda | 16     |
| 05   | Jordan-Peugeot     | 14     |
| 06   | McLaren-Mercedes   | 12     |
| 07   | Sauber-Ford        | 12     |

| Pos. | Konstrukteur   | Punkte |
| ---- | -------------- | ------ |
| 08   | Footwork-Hart  | 1      |
| 09   | Tyrrell-Yamaha | 0      |
| 10   | Minardi-Ford   | 0      |
| 11   | Pacific-Ford   | 0      |
| 12   | Simtek-Ford    | 0      |
| 13   | Forti-Ford     | 0      |

Anmerkungen
1. 1 2  Benetton-Renault und Williams-Renault erhielten beim Großen Preis von Brasilien keine Konstrukteurspunkte (zehn bzw. sechs) wegen Verwendung nicht regelkonformen Treibstoffs.